# Anatoma argentinae
Anatoma argentinae là một loài ốc biển, là động vật thân mềm chân bụng sống ở biển thuộc họ Scissurellidae.